# Enunte
Enunte (en latín, Oenus; en griego, Οἰνοῦς) fue una ciudad de Laconia, cuyo nombre coincide con el de un río afluente del Eurotas. 
Ateneo dice que estaba cerca de Pitane y recoge un fragmento de Alcmán que citaba el vino que se producía allí. Probablemente estaba cerca de la confluencia del río Enunte con el Eurotas.
El río Oenos o Enunte corresponde al actual Kelefina, y nacía en el monte Parnón, corriendo después en dirección suroeste, hasta desaguar en el Eurotas a unos 3 km de Esparta. Su afluente principal era el Górgilo, actual Kourmeki. Según Polibio, había un camino a lo largo del río que conducía a Esparta, y que dominaba la entrada entre dos colinas (Evas y Olimpo) puerta natural de acceso a Selasia, lugar de la batalla homónima en 222 a. C.
Tito Livio refiere que hasta este río en Selasia llegó el general romano Tito Quincio Flaminino, dos días después de levantar su campamento, y que en dicho lugar fue donde Antígono III, rey de Macedonia, se decía que había luchado con Cleómenes III, tirano de los lacedemonios, y donde 27 años después vencería Tito a otro rey espartano en otra batalla (195 a. C.)